# Első világháborús emlékművek

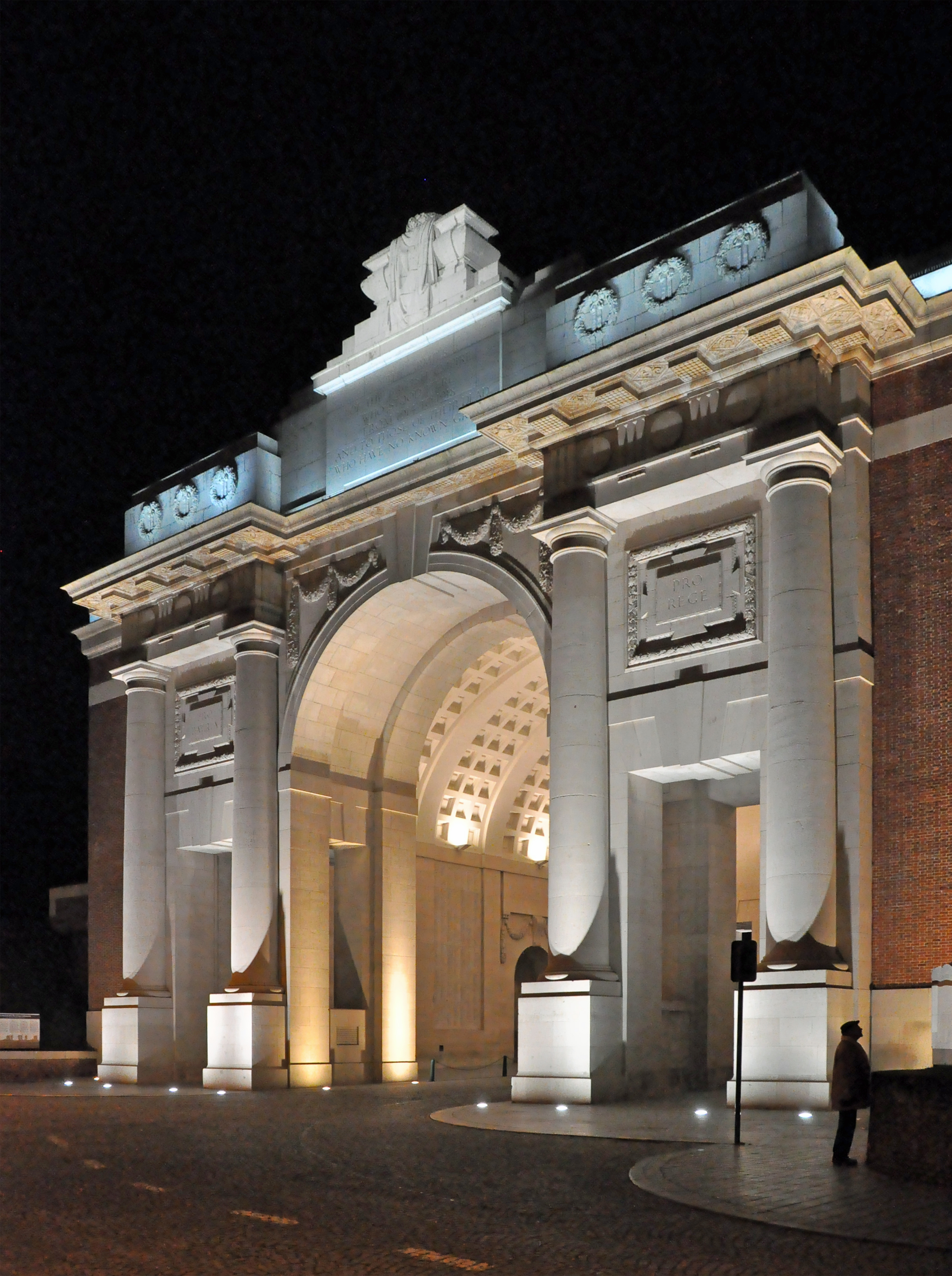
A Reginald Blomfield által tervezett, a klasszikus építészet által befolyásolt stílusban épült Menin-kapu a belgiumi Ypres-ben (1927)

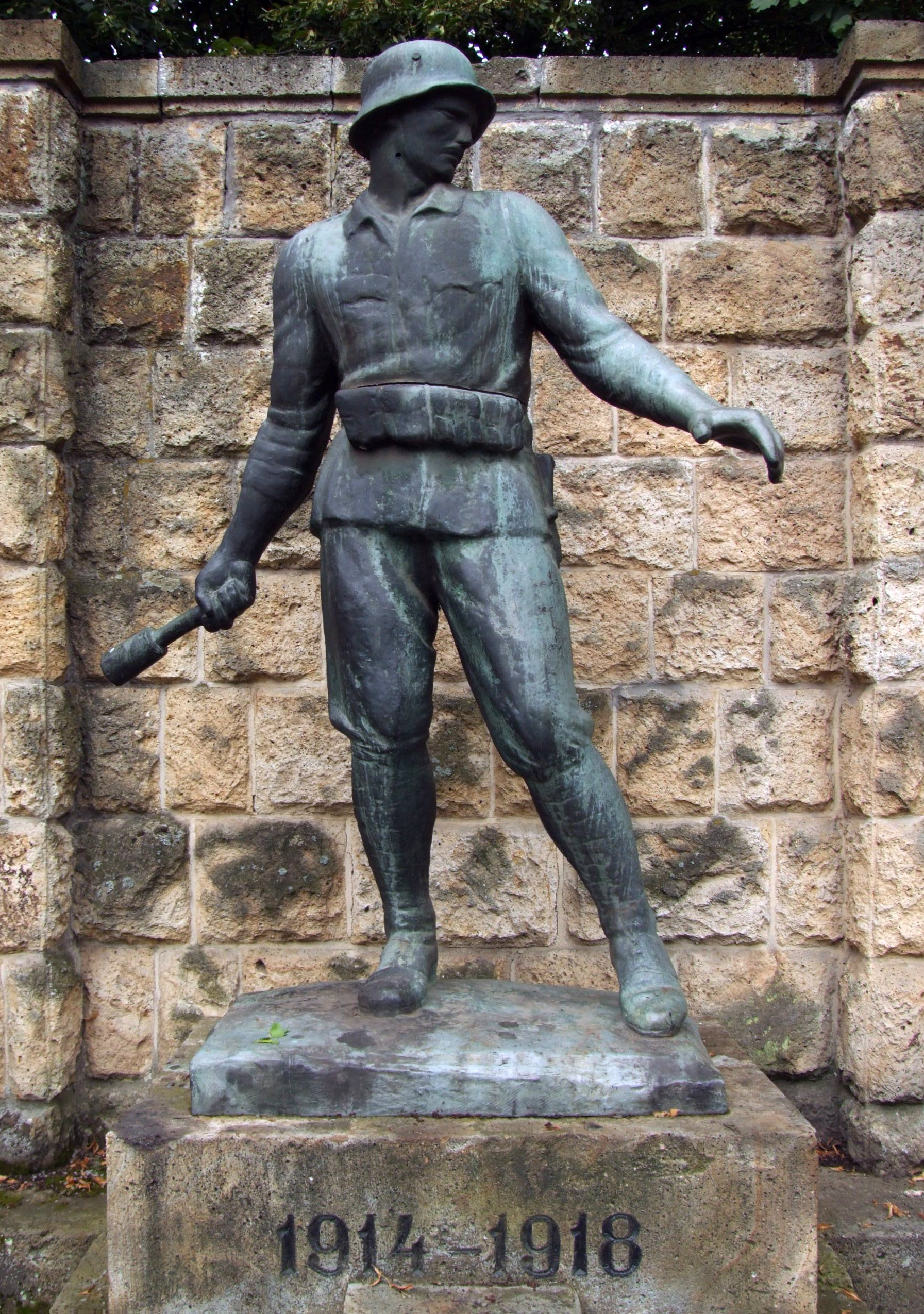
A Medgyessy Ferenc által alkotott első világháborús emlékmű a magyarországi Sárospatakon (1935)

Az első világháborús emlékművek az első világháború eseményeiről és áldozatairól való megemlékezésre szolgálnak. Ezen háborús emlékművek közé tartoznak a polgári emlékművek, a nagyobb nemzeti emlékhelyek, a háborús temetők, a magánjellegű emlékművek, valamint számos olyan, egyébként hétköznapi hely, amelyet a háború érintettjeiről való megemlékezés céljából hoztak létre, ilyenek például a csarnokok és a parkok. Az 1920-as és az 1930-as évek során nagyszámú emlékművet létesítettek, egyedül Franciaországban 176 000 darabot állítottak fel. Ezzel egy új társadalmi jelenség vette kezdetét, és jelentős kulturális változást jelentett arra vonatkozóan, hogy a nemzetek hogyan emlékeznek meg a fegyveres konfliktusokról. A második világháború után csökkent az első világború és a hozzá kapcsolódó emlékművek iránti érdeklődés, és nem is növekedett az 1980-as és 1990-es évekig, amikor sok meglévő emlékművet újítottak fel és új emlékhelyeket nyitottak. Sok emlékmű látogatószáma jelentős mértékben megnőtt, míg a nagyobb nemzeti és polgári emlékhelyeknél minden évben tartanak háborús emlékünnepséget.